# Dibenzoxazépine
La dibenzoxazépine, plus précisément la  dibenz[b,f][1,4]oxazépine, également appelée gaz CR est un gaz incapacitant et un gaz lacrymogène, qui a notamment été développé par le ministère de la Défense britannique avec pour objectif de l'utiliser dans la lutte anti-émeute à la fin des années 1950 et au début des années 1960.
Un de ses dérivés est la loxapine, aux propriétés biologiques sensiblement différentes et utilisée comme antipsychotique.